# Piatiletka (rejon omski)
Piatiletka (ros. Пятилетка) – osiedle w Rosji, w obwodzie omskim, w rejonie omskim. W 2021 liczyło 970 mieszkańców.